# Perizoma ochritincta
Perizoma ochritincta là một loài bướm đêm trong họ Geometridae.